# Australië op de Gemenebestspelen

Vlag van Australië

Australië is een van de landen die deelneemt aan de Gemenebestspelen. Het is een van de zes landen die aan elke editie van de Gemenebestspelen heeft deelgenomen. Vijfmaal was Australië het gastland van de Gemenebestspelen.

## Australië als gastland
| Editie | Jaar | Gaststad   |
| III    | 1938 | Sydney     |
| VII    | 1962 | Perth      |
| XII    | 1982 | Brisbane   |
| XVIII  | 2006 | Melbourne  |
| XXI    | 2018 | Gold Coast |

## Medailles
| Australië op de Gemenebestspelen | Australië op de Gemenebestspelen | Australië op de Gemenebestspelen | Australië op de Gemenebestspelen | Australië op de Gemenebestspelen | Australië op de Gemenebestspelen |
| -------------------------------- | -------------------------------- | -------------------------------- | -------------------------------- | -------------------------------- | -------------------------------- |
| Jaar                             | Goud                             | Zilver                           | Brons                            | Totaal                           | Rang                             |
| 1930                             | 3                                | 4                                | 1                                | 8                                | 5e                               |
| 1934                             | 8                                | 4                                | 2                                | 14                               | 5e                               |
| 1938                             | 25                               | 19                               | 22                               | 66                               | 1e                               |
| 1950                             | 34                               | 27                               | 19                               | 80                               | 1e                               |
| 1954                             | 21                               | 11                               | 17                               | 49                               | 2e                               |
| 1958                             | 27                               | 22                               | 17                               | 66                               | 2e                               |
| 1962                             | 38                               | 36                               | 31                               | 105                              | 1e                               |
| 1966                             | 23                               | 28                               | 22                               | 73                               | 2e                               |
| 1970                             | 36                               | 24                               | 22                               | 82                               | 1e                               |
| 1974                             | 29                               | 28                               | 25                               | 82                               | 1e                               |
| 1978                             | 24                               | 33                               | 27                               | 84                               | 3e                               |
| 1982                             | 39                               | 39                               | 29                               | 107                              | 1e                               |
| 1986                             | 40                               | 46                               | 35                               | 121                              | 3e                               |
| 1990                             | 52                               | 54                               | 58                               | 164                              | 1e                               |
| 1994                             | 87                               | 53                               | 43                               | 183                              | 1e                               |
| 1998                             | 82                               | 61                               | 57                               | 200                              | 1e                               |
| 2002                             | 82                               | 62                               | 63                               | 207                              | 1e                               |
| 2006                             | 84                               | 69                               | 68                               | 221                              | 1e                               |
| 2010                             | 74                               | 55                               | 48                               | 177                              | 1e                               |
| 2014                             | 49                               | 42                               | 46                               | 137                              | 2e                               |
| 2018                             | 80                               | 59                               | 59                               | 198                              | 1e                               |
| 2022                             | 67                               | 57                               | 56                               | 180                              | 1e                               |